# Chasechloa
Chasechloa is een geslacht uit de grassenfamilie (Poaceae). De soorten van dit geslacht komen voor in Madagaskar.